# قيصوم نبيل
القيصوم النبيل (الاسم العلمي: Achillea nobilis) نوع من النباتات العشبية يتبع جنس القيصوم من الفصيلة النجمية.